# 特莱马库博尔巴
特莱马库博尔巴是巴西巴拉那州的一个市镇。总面积1225.676平方公里，总人口70535人，人口密度57.5人/平方公里。